# Бриллиантовый жук
Бриллиантовый жук (лат. Entimus imperialis) — вид жуков из семейства слоников (Curculionidae).
Имеет от 16 до 30 мм длины. Он чёрного цвета с продольными рядами точек; надкрылья золотисто-зеленые. Тело его утончается к задней части, грудной щит треугольный; надкрылья сильно выпуклые и сжатые с боков. Водится в Бразилии, где он так многочислен, что под тяжестью масс этих жуков гнутся ветви мимоз, на которые они садятся. Бриллиантовый жук употреблялся для дамских украшений наравне с искусственными цветами и потому в большом количестве привозился в Европу.